# Handball-Bayernliga 2002/03
Die Handball-Bayernliga 2002/03 wurde unter dem Dach des „Bayerischen Handballverbandes“ (BHV) organisiert, sie ist die höchste Spielklasse des Landesverbandes Bayern und wurde hinter der Handball-Regionalliga als vierthöchste Spielklasse im deutschen Ligensystem eingestuft.

## Saisonverlauf
Die Handball-Bayernliga 2002/03 war die fünfundvierzigste Ausspielung der Handball-Bayernligasaison. Bayerischer Meister sowie Aufsteiger in die Regionalliga Süd 2003/04 war der VfB Forchheim. Vizemeister wurde der TSV Simbach am Inn. Meister und Aufsteiger in die Regionalliga Süd der Frauen war der ASV Dachau.

### Modus
Es wurde eine Hin- und Rückrunde gespielt. Nach Abschluss der daraus resultierenden 24 Spieltage stieg der „Bayerische Meister“ in die Regionalliga Süd (3. Liga) auf, die Plätze zehn bis dreizehn mussten in die beiden Staffeln der Landesliga absteigen. Bei Punktegleichheit war das bessere Torverhältnis ausschlaggebend. Der Modus war für Männer und Frauen gleich.

## Teilnehmer und Platzierungen
Nicht mehr dabei waren der Auf- und Absteiger der Vorsaison. Neu dabei waren der Absteiger (A) aus der Regionalliga Süd. Dazu kamen die Aufsteiger (N) aus den Landesligen. Im Verlaufe der Saison traten dreizehn Mannschaften in der Bayernliga an. 

### Abschlusstabelle
Saison 2002/03 
|     | Mannschaft              | Spiele | Punkte |
| --- | ----------------------- | ------ | ------ |
| 1.  | VfB Forchheim (A)       | 24     | 42:6   |
| 2.  | TSV Simbach am Inn (N)  | 24     | 32:16  |
| 3.  | HaSpo Bayreuth          | 24     | 31:17  |
| 4.  | TSV Friedberg           | 24     | 30:18  |
| 5.  | DJK Waldbüttelbrunn (N) | 24     | 29:19  |
| 6.  | TSV Unterhaching        | 24     | 25:23  |
| 7.  | TuS Fürstenfeldbruck    | 24     | 24:24  |
| 8.  | TSV Trudering           | 24     | 20:28  |
| 9.  | TSV Landsberg           | 24     | 19:29  |
| 10. | VfL Waldkraiburg        | 24     | 19:29  |
| 11. | TSV Niederraunau (N)    | 24     | 17:31  |
| 12. | HSG Fichtelgebirge      | 24     | 16:32  |
| 13. | HC Erlangen II          | 24     | 8:40   |

Bereich des „Bayer. Handballverbandes“ (BHV)

(A) = Absteiger aus der Regionalliga Süd (N) = neu in der Liga

 Bayerischer Meister und Aufsteiger zur Regionalliga Süd 2003/04
 Für die Bayernliga  2003/04 qualifiziert

### Frauen
- Der ASV Dachau wurde Bayerischer Meister und hat sich für die Regionalliga Süd 2003/04 der Frauen qualifiziert.